# Guy Shepherdson
Guy Travis Shepherdson (Giacarta, 17 febbraio 1982) è un rugbista a 15 australiano, dal 2011 pilone dei Reds.

## Biografia
Nei Brumbies fin dall'età di 15 anni, militò a livello internazionale con le selezioni scolastiche, U-19 e U-23 dell'Australia.
Esordì nel Super 12 nel 2004 contro gli Auckland Blues e si laureò campione SANZAR a fine stagione; nel 2006 esordì negli Wallabies, in un test match contro l'Irlanda a Perth.
Un anno più tardi fu convocato per la Coppa del Mondo di rugby 2007 in Francia, in cui disputò quattro incontri, tra cui quello dei quarti di finale perso contro l'Inghilterra, a tutto il 2010 il più recente impegno internazionale di Shepherdson.
Della fine del Super 14 2010 è l'annuncio che Shepherdson firmò, a partire dalla stagione successiva, un contratto per i Reds di Brisbane, con cui ha vinto il Super 15 2011.

## Palmarès
- Super Rugby: 2
Brumbies: 2004
Reds: 2011